# 登山古墳群
登山古墳群（どうやまこふんぐん）は、神奈川県厚木市飯山字登山1648にある古墳群。1号墳は神奈川県内でも数少ない埴輪が大量に出土した古墳で、発掘された埴輪は神奈川県指定文化財に指定されている。

## 概要
1962年（昭和37年）に発見された古墳群で、1号から5号までの5基の古墳がある。このうち、1号墳は発掘調査の後に消滅し現存していない。全て円墳である。1号墳とその他の古墳では石室の構造や副葬品が異なることから、身分の違うものがそれぞれ登山古墳に埋葬されたのではないかと推測されている。また、古墳の副葬品などから、5世紀に4号墳が、その後3号墳、2号墳、5号墳の順に作られたものと推測されている。

## 歴史
登山古墳群の発見は1962年（昭和37年）1月のことで、近隣の農道の溝を造成していたところ、埴輪の破片が大量に見つかったことがきっかけであった。同年4月には本格的な第1次調査が行われ、この時も埴輪が出土した。
古墳の発見当時は近隣は桑畑が多かったが、開発が進み、徐々に住宅地や工場用地が造成されていった。更に1967年（昭和42年）には古墳の付近に安立電気株式会社（現在のアンリツ株式会社）の社員寮一号棟が建設され、この時古墳の一部が掘削を受けた。続いて二号棟およびポンプ所とごみ焼却場の造成の準備が始まったが、準備段階で予定地から多くの埴輪の断片が出土し、造成の前に発掘調査の必要性が生じた。そのため考古学者の赤星直忠の指導により、同年3月25日から4月3日まで1号墳を対象にした第2次発掘調査が実際された。この第2次調査の結果、第1次調査で発見された1号墳に加え3基の古墳が現存していることが確認され、その後厚木市の調査でもう1基古墳が現存することも確認された。
既に存在が確認されていた2-5号墳についても、1998年（平成10年）8月から2000年（平成12年）2月にかけて発掘調査が行われ、刀子や鉄鏃などの遺物が出土した。
その後2-5号墳は整備され、2003年（平成15年）11月に「登山古墳史跡公園」として開園、保存されている。

## 特徴

### 1号墳
直径約20メートルの円墳。6世紀半ば頃のものと推定されている。1967年（昭和42年）の発掘調査の際に削り取られ消滅している。
大量の形象埴輪・円筒埴輪の他、土師器の坏2個、須恵器1片、縄文土器片、ガラス玉が出土した。このうち形象埴輪・円筒埴輪の計84点他は、1992年（平成4年）2月14日に神奈川県指定文化財に指定され、現在はあつぎ郷土博物館で保存されている。これらの埴輪は形の美しさや種類の豊富さ、出土量が優れており、埴輪の出土例が少ない神奈川県において、これらの埴輪は古墳時代の神奈川県の様子を知る上で貴重な資料となった。それ以外の出土遺物は、散逸して所在が分からなくなっている。

### 2-5号墳
いずれも1号墳から100メートル北の、東京工芸大学厚木キャンパスの敷地に隣接した箇所に存在する。小さな河原の石を積み重ねて造成された石室である。いずれも円墳で、6世紀のものと推定されている。
2号墳
直径約13メートルで、横穴式石室を持つ。刀子・鉄鏃が一つずつ出土したが、いずれも腐食が激しく、取り出しの際に破損した。
3号墳
直径約13メートルの楕円形円墳で、横穴式石室を持つ。出土遺物はなかった。
4号墳
直径約20メートルで、竪穴式石室を持つ。石室内には数メートルにわたり石が敷き詰められている。直刀片、刀子が出土した。
5号墳
- 直径約10メートルで、横穴式石室を持つ。石室はかなり激しい損傷を受けている。出土遺物はなかった[5]。

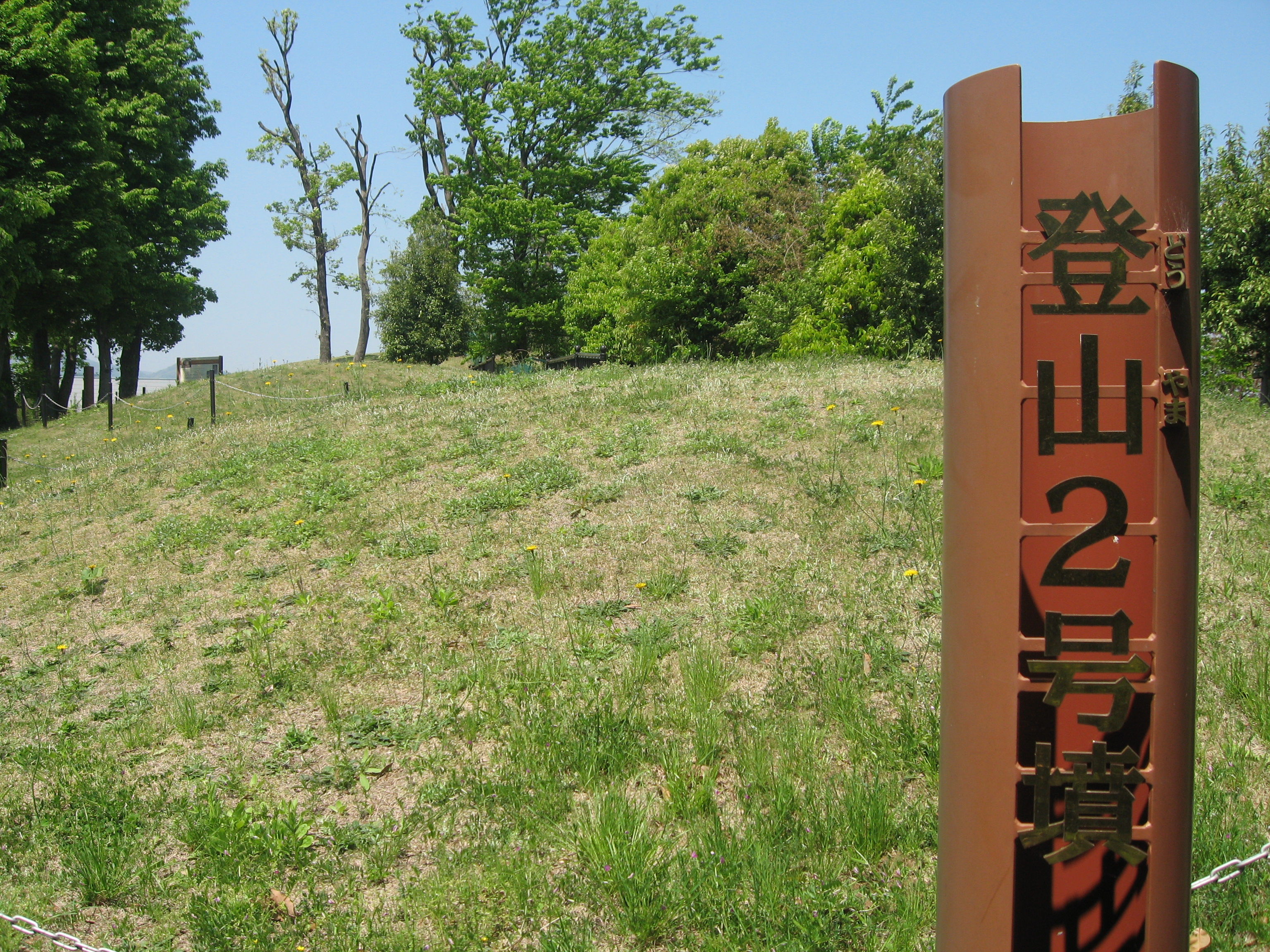
2号墳(2007年4月30日撮影)
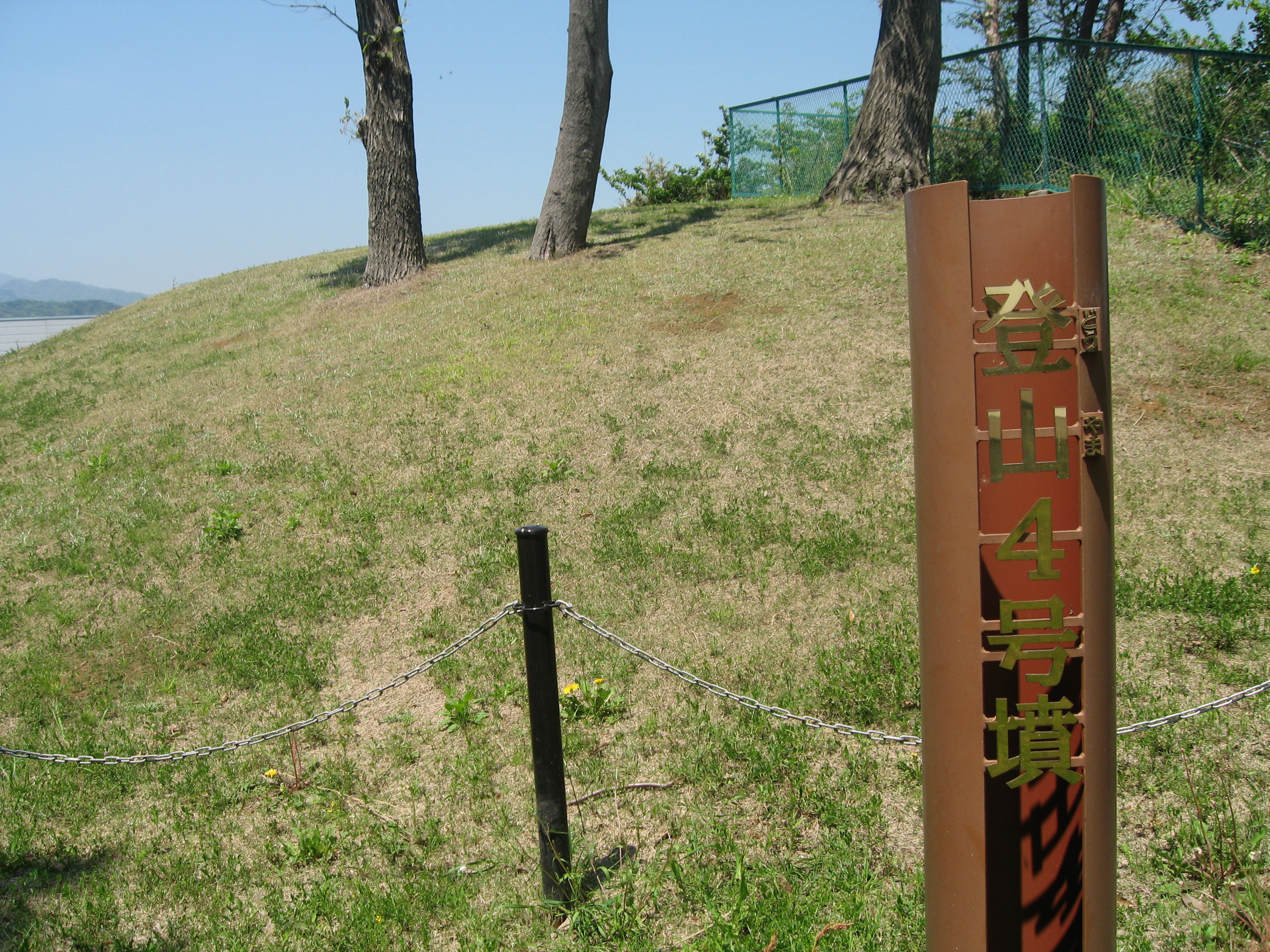
4号墳(2007年4月30日撮影)
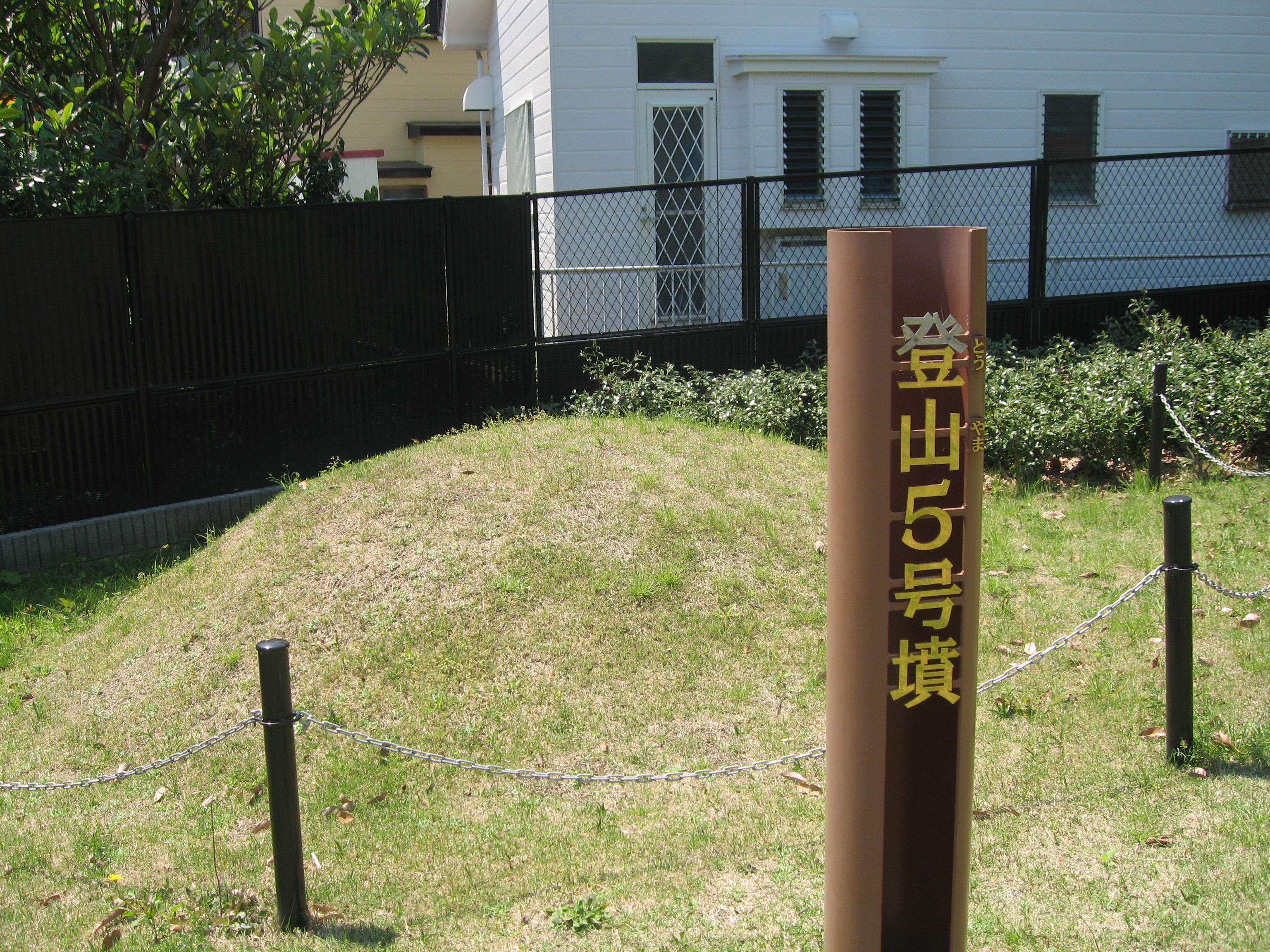
5号墳(2007年4月30日撮影)